# Lycaeides completa
Lycaeides completa är en fjärilsart som beskrevs av Rudolf Rangnow 1935. Lycaeides completa ingår i släktet Lycaeides och familjen juvelvingar. Inga underarter finns listade i Catalogue of Life.